# Sean Townsend
Sean Towsend (Temple (Texas), 20 de enero de 1979) es un gimnasta artístico estadounidense, especialista en la prueba de paralelas, con la que ha llegado a ser campeón mundial en 2001.

## Carrera deportiva
En el Mundial celebrado en Gante (Bélgica) en 2001 gana el oro en la prueba de barras paralelas —por delante del cubano Eric López y del bielorruso Ivan Ivankov (bronce)— y la medalla de plata en la competición por equipos, tras Bielorrusia y por delante de Ucrania, siendo sus compañeros de equipo: Stephen McCain, Guard Young, Raj Bhavsar, Brett McClure y Paul Hamm.